# Istituto Giannina Gaslini
L'Istituto Giannina Gaslini, solitamente chiamato Ospedale Gaslini, è un Istituto di ricovero e cura a carattere scientifico di tipo pediatrico, situato a Genova, nel quartiere di Quarto, a pochi metri dal mare, fondato da Gerolamo Gaslini nel 1938.

## Storia
L'idea di costruire questa grande opera nasce in Gerolamo Gaslini nel 1917, subito dopo la prematura scomparsa a soli undici anni della figlia Giannina (Genova, 1906 – 10 febbraio 1917) per una peritonite non diagnosticata in tempo. Nel 1921 Gaslini avviò i primi contatti con l'allora presidente degli Ospedali civili di Genova, Mattia Moresco. Il suo progetto sin dall'inizio non era quello di costruire un normale ospedale, anche se necessario in un paese molto arretrato in campo sanitario, ma una struttura espressamente dedicata per "la cura, la difesa ed assistenza dell'infanzia e della fanciullezza". Per diversi motivi i tempi si allungarono e soltanto nel 1938 ebbe luogo a Palazzo Venezia un'udienza interamente dedicata all'istituto.
Gerolamo Gaslini e la moglie Lorenza decidono di finanziare quest'opera come impegno per sostenere la sanità e sperare che la sorte della figlia "sia evitata a tutti i bambini e fanciulli". Gaslini si dedica tanto a quest'ospedale che verrà definita come la sua Passione; l'istituto non è infatti una semplice struttura da lui finanziata come qualsiasi altra impresa, ma un impegno nel quale metteva in campo tutte le sue conoscenze e le sue capacità finanziare e imprenditoriali, risultando un vero innovatore in un campo fino ad allora estraneo a lui, quello sanitario.
La struttura venne inaugurata il 15 maggio 1938, alla presenza di Benito Mussolini che ne era stato un sostenitore, e già nel 1939 venne riconosciuto come ospedale pediatrico di prima categoria. 
Durante la seconda guerra mondiale oltre che a continuare la sua normale attività, l'ospedale si presta anche a curare i feriti di battaglia. Inoltre, Gerolamo Gaslini ancora in vita decise di donare l'intero patrimonio all'istituto pediatrico da lui fondato, tanto che anche la moglie e la figlia Germana rinunciarono all'eredità. Tutta questa sua dedizione nasceva dalla volontà del fondatore di garantire la massima efficienza di una struttura pubblica di così tanta importanza per la cura e la ricerca per la salute dell'infanzia. 
I soldi da lui investiti sono circa 55 milioni mentre le spese di gestione sono a carico degli enti coinvolti. E sono continui anche gli aiuti finanziari dei suoi uomini di fiducia con lo scopo di fronteggiare la crisi degli ospedali civili durata tra il 1943 e 1945.

## Struttura
La struttura è organizzata in padiglioni immersi nel verde e affacciati sul mare della Riviera ligure. Il progetto è stato realizzato dall'architetto Angelo Crippa e prevedeva un enorme complesso di 17 edifici su un terreno complessivo di 64.000 metri quadrati comprensivi di spaziosi giardini, strade interne e vialetti.
Dopo sei anni di lavori di costruzione questi spazi oggi comprendono gli ambulatori, l'università, padiglioni specializzati nelle cure di malattie infettive, la scuola per infermiere pediatriche e l'istituto di rieducazione psichica e morale dell'infanzia deficiente e anomala.
Dopo la seconda guerra mondiale, a seguito dei danni subiti dall'istituto, Gerolamo Gaslini si impegna a ripristinarne la funzionalità e a potenziarne le capacità. In particolare si aggiungono cinque nuovi centri di indagine clinica, cura e assistenza (immaturi, auxologico, streptomicinico, ortottico, antipoliomielitico); quattro nuovi reparti: chirurgia sperimentale, anatomia e istologia patologica, fisioterapia e cateterismo cardiaco, tre nuove divisioni ospedaliere e tre ambulatori; accoglie nuove cliniche universitarie come quella ortopedica e traumatologica.
Il Gaslini è oggi un policlinico (20 padiglioni su 73.000 metri quadri di estensione) con una vocazione ospedaliera e scientifica di livello internazionale. Nell’offerta sanitaria integrata dell’ospedale genovese sono presenti molte specialità pediatriche e chirurgiche. Sono presenti anche i laboratori scientifici e le cattedre universitarie convenzionate — molte delle quali con specifiche scuole di specializzazione e corsi di perfezionamento —.
L'ospedale conta circa 30.000 ricoveri annui e 550.000 prestazioni ambulatoriali annui, circa il 42% delle provenienze è extra regionali e circa 200 pazienti arrivano da oltre 70 Paesi del mondo.

## Alcune figure di spicco
- Maurizio De Negri (1926-2017), neuropsichiatra infantile
- Giovanni De Toni (1895-1973), pediatra generale e caposcuola
- Rosanna Gusmano (1928-2011), nefrologa pediatrica
- Dario Maragliano (1877-1970), chirurgo pediatrico
- Luisa Massimo (1928-2016), emato-oncologa pediatrica
- Silvano Mastragostino (1924-1998), primario ortopedico
- Giorgio Pinelli (1929-2016), primario ortopedico
- Cesarino Romano (1924-2008), direttore clinica pediatrica
- Franco Soave (1917-1984), chirurgo pediatrico